# Marquis River (Grenada)
Der Marquis River ist ein Fluss auf der Insel Grenada im Atlantik.

## Geographie
Der Fluss entspringt im Gebiet von Mount Carmel oberhalb der Ostküste von Grenada. Er verläuft nach Osten, zwischen Mount Fann und Marquis, wo er nach kurzem Lauf in der St. Andrew Bay (Port du Grand Marquis) in den Atlantik mündet.
Nur durch einen schmalen Pass getrennt verläuft im Süden der Little River of Great Bacolet.